# Anas ibn Malik
Pour les articles homonymes, voir Malik.
Il ne doit pas être confondu avec Mâlik ibn Anas (711-795) le juriste fondateur de l'école malékite et qui ne lui est pas affilié.
Anas ibn Malik (612-712) est l'un des compagnons (sahaba) du prophète de l'islam, Mahomet, ayant vécu le plus longtemps. Son nom complet était Anas ibn Malik ibn Nadar al-Khazraji al-Ansari. Il était un Ansâr né à Yathrib (aujourd'hui Médine), en actuelle Arabie saoudite, et faisait partie des Banou Khazraj. Sa mère était Romaysa bent Milhane, surnommée Oumm Soulaym, des Banou Najjar (en) et son père, Malek ibn Nadr, qui, lui, mourut non-musulman. Après la mort de son mari, Romaysa se remaria avec Abou Talha ibn Thabet (en), le père d'Abdallah ibn Talha. Dès l'âge de 8 ans, Anas devint un compagnon fidèle de Mahomet et resta avec lui jusqu'à sa mort, c'est-à-dire pendant 10 ans. Il avait également un frère du nom d'Al-Barâ' ibn Mâlik.
Après la mort de Mahomet en 632, Anas participa aux conquêtes de l'islam dont il commanda la cavalerie lors du siège de la solide forteresse de Chouchtar en Perse, où il perdit son frère Bara' qui mourut « martyr » en essayant de le sauver. Il se rendit ensuite à Damas puis s'installa à Bassorah en Irak où il resta jusqu'à sa mort, à l'âge de 100 ans. Il fut le dernier sahabi à mourir après Abou Tofayl et connut en personne Abou Hanifa, fondateur de la première des quatre grandes écoles (madhhab) de jurisprudence islamique, ce qui fit de ce dernier un tabeï (personne ayant connu au moins un des Sahaba).  
Anas ibn Malik rapporta 1 266 hadiths dont 168 figurent dans le Sahih al-Boukhari et Sahih Mouslim. Il est donc ainsi considéré par les sunnites comme un des plus grands narrateurs, digne de confiance et faisant partie des meilleurs Sahaba. Il écrivait dans des cahiers les dires du prophète et en faisait la lecture de temps en temps à celui-ci en vue de corriger les erreurs possibles.